# Kampong Seila
Kampong Seila (tiếng Khmer: កំពង់សីលា) là một huyện ở tỉnh Sihanoukville, tây nam Campuchia.

## Địa lý
Phần phía bắc của huyện bao gồm Vườn Quốc gia Kirirom và về phía đông, nó tạo thành mũi đất phía tây nam của Vườn Quốc gia Preah Monivong thuộc dãy Dãy núi Damrei. Dãy núi Damrei với nền địa chất Mesozoi được nâng lên là một lưu vực quan trọng của hệ thống Tonle Sap rộng lớn ở miền trung Campuchia. Môi trường sống nguyên vẹn này được bảo tồn đồng bộ bởi năm khu bảo tồn chính.
Khắp tỉnh hình thoi này, những ngọn đồi nhấp nhô chiếm ưu thế và khu vực này bằng phẳng về phía nam, gần như tiếp giáp với biển. Trên toàn bộ chiều dài của nó, Quốc lộ 4 chạy vòng qua huyện từ bắc xuống nam.

## Các khu định cư
Kampong Seila bao gồm bốn xã (ឃុំ khum), được chia thành 14 làng (ភូមិ phum). Thủ phủ của huyện là Kampong Seila, cũng là trung tâm của xã thủ phủ Kampong Seila. Huyện này cách Phnom Penh khoảng 135 km và cách thành phố Sihanoukville khoảng 85 km.
Các chợ, chùa chiền và các đơn vị hành chính đều tập trung trên Quốc lộ 4 quan trọng. Dân số chủ yếu sống ở nông thôn của Kampong Seila làm nghề trồng lúa, lâm nghiệp và trồng các loại cây trồng phụ như bầu và dưa chuột.

## Các đơn vị hành chính
Tại trung tâm xã của huyện có 1.400 người và khoảng 280 hộ gia đình. Trường học chính là trường T.C. Kampong Seila.
| Kampong Seila |                                                         |
| Khum (Xã)     | Phum (Làng)                                             |
| Chamkar Luong | Chamkar Luong, Boeng Trach, Samdech Ta                  |
| Kampong Seila | Cham Srei, Krang At, Thmey, Veal                        |
| Ou Bak Roteh  | Prey Praseth, Stueng Chral, Stueng Samraong             |
| Stueng Chhay  | Kirivoan, Ou Ta Hay, Nam Stueng Chhay, Bắc Stueng Chhay |

## Nông nghiệp
Nhà sản xuất dầu cọ lớn thứ tư Đông Nam Á, MRICOP, đã trồng cây cọ dầu trên diện tích 477 ha tại Kampong Seila. Trong khi MRICOP thường xuyên nhấn mạnh những lợi ích kinh tế, những người khác lại lo ngại về tác động tiêu cực của độc canh đối với hệ sinh thái địa phương, các hoạt động nhượng đất đáng ngờ và những bất ổn về nhân khẩu học.